# People’s Democratic Party (Gambia)
Die People’s Democratic Party (PDP) (deutsch Demokratische Volkspartei) war eine demokratische politische Partei in Gambia.

## Geschichte
Die People’s Democratic Party wurde von dem Mediziner Lamin Bojang aus Kombo gegründet, um ihn bei der Präsidentschaftswahl 1992 zu unterstützen. Der politisch unerfahrene Bojang erreichte bei der Wahl nur 6,0 % der Stimmen. Bei den gleichzeitig stattfindenden Parlamentswahlen erlangte keiner der 16 Kandidaten die notwendige Mehrheit zum Erreichen eines Sitzes im Parlament.
Finanziell wurde die Partei vom Geschäftsmann Solo Darboe unterstützt, der zuvor die People’s Progressive Party (PPP), später die National Convention Party (NCP) unterstützte. Da der erwartete Erfolg ausblieb, gab es organisatorische und finanzielle Probleme, die zum schnellen Ende der Partei führten. Vor der Präsidentschaftswahl 1996 schloss sich Bojang der Alliance for Patriotic Reorientation and Construction an.

## Wahlergebnisse
| \| Wahlergebnisse \| Wahlergebnisse \| Wahlergebnisse \| Wahlergebnisse \| Wahlergebnisse \| \| Wahl \| Jahr \| Stimmenanzahl \| Stimmenanteil \| Sitze oder Präsidentschaftskandidat \| \| -------------- \| -------------- \| -------------- \| -------------- \| ----------------------------------- \| \| Parlament \| 1992 \| 9.291 \| 4,6 % \| 0 von 36 \| | Stimmanteile (in %) 8% 6% 4% 2% 0% 92 |               |               |                                     |
| Wahlergebnisse |                                       |               |               |                                     |
| Wahl | Jahr                                  | Stimmenanzahl | Stimmenanteil | Sitze oder Präsidentschaftskandidat |
| Parlament | 1992                                  | 9.291         | 4,6 %         | 0 von 36                            |